# Beeldenpark Een Zee van Staal

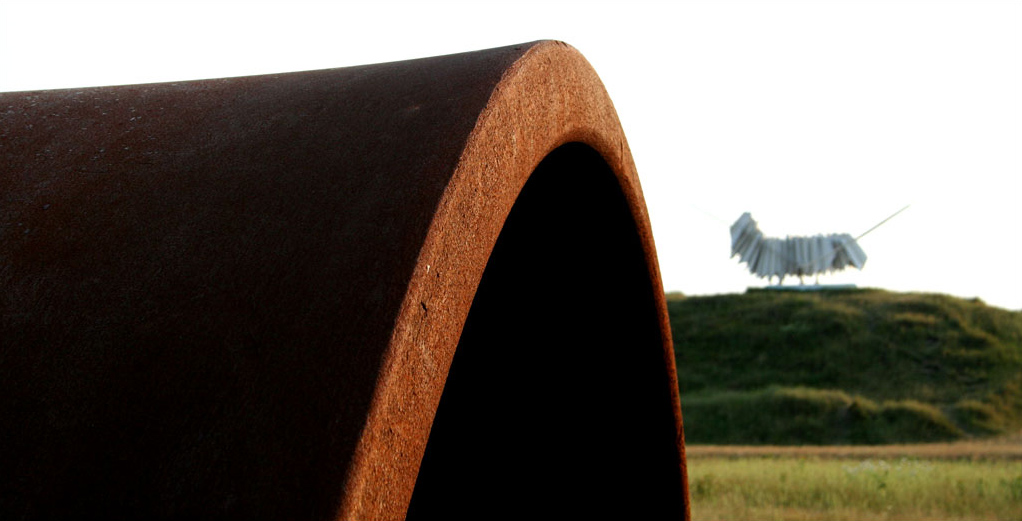
Het beeldenpark met White Rhythm van Robert Erskine

Beeldenpark Een Zee van Staal is een beeldenpark in Wijk aan Zee (gemeente Beverwijk). Het park, dat in 1999 voor het publiek werd geopend en vrij toegankelijk is, ligt in het duingebied onder de rook van  Tata Steel Europe, IJmuiden.
Elke eerste zondag van de maand wordt er vanaf 14:00u een gratis rondleiding gegeven.

## De collectie
1. Nico Betjes : Zonder titel
2. Luciano Dionisi: La Casa di Mare
3. Robert Erskine : White Rhythm[1] (1999)
4. Apostolos Fanakidis : Thalassa apo atsali (1999)
5. Colin Foster : Angel XXIX, Home and Tea (1999)
6. Karl-Heinz Langowsky : Die leeren Augen der Sprachlosigkeit (1999)
7. Herbert Nouwens : Beeldengroep Corus: Arie, Piet, Loes, Henk en Ludwig (2003)
8. José Rault : Au dela des Vagues (1999)
9. Mercedes Redondo & Antonio Sampredo : Esperanza (1999)
10. Paul Schabel : Insh'Allah (1999)
11. Jaak Soans : Playing Waves (1999)
12. Aleš Veselý : The Messenger (1999)
13. Rudi van de Wint : De Poort (2009)
14. Niko de Wit : Zonder titel (2003)

## Fotogalerij

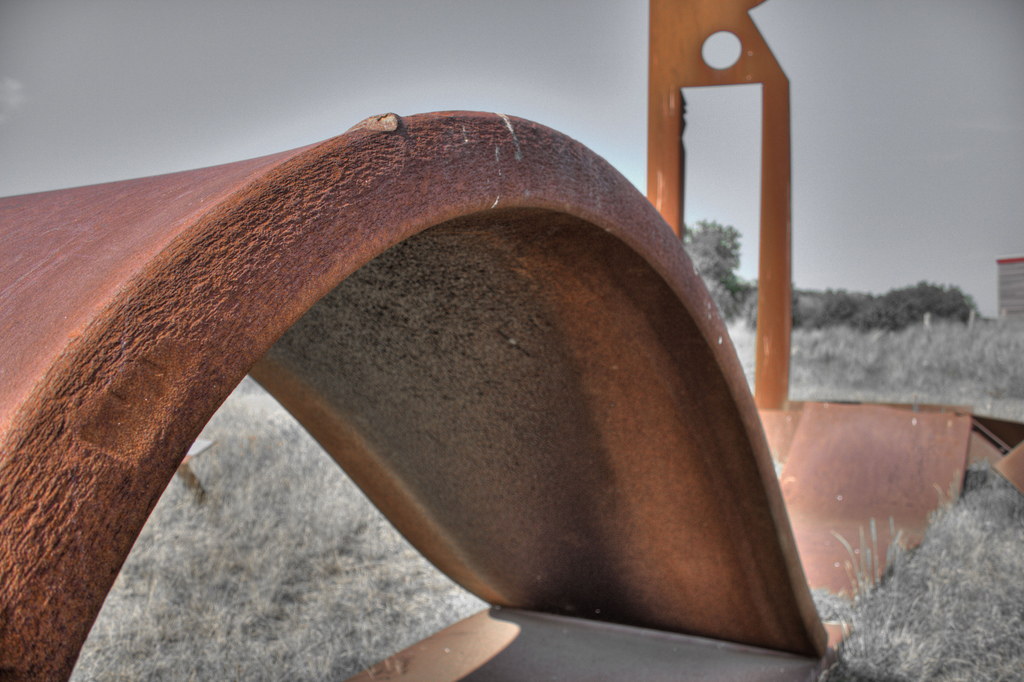
La Casa di Mare van Luciano Dionisi
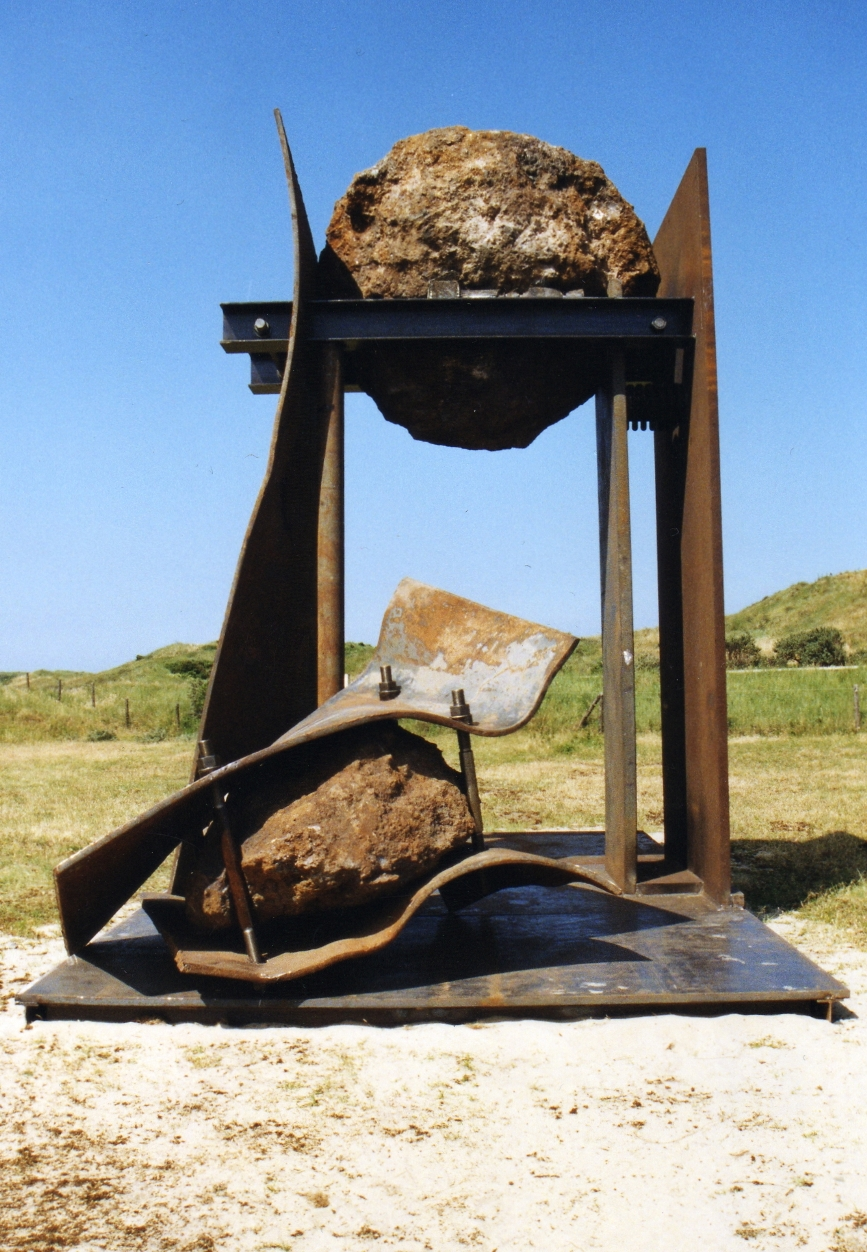
The Messenger van Aleš Veselý
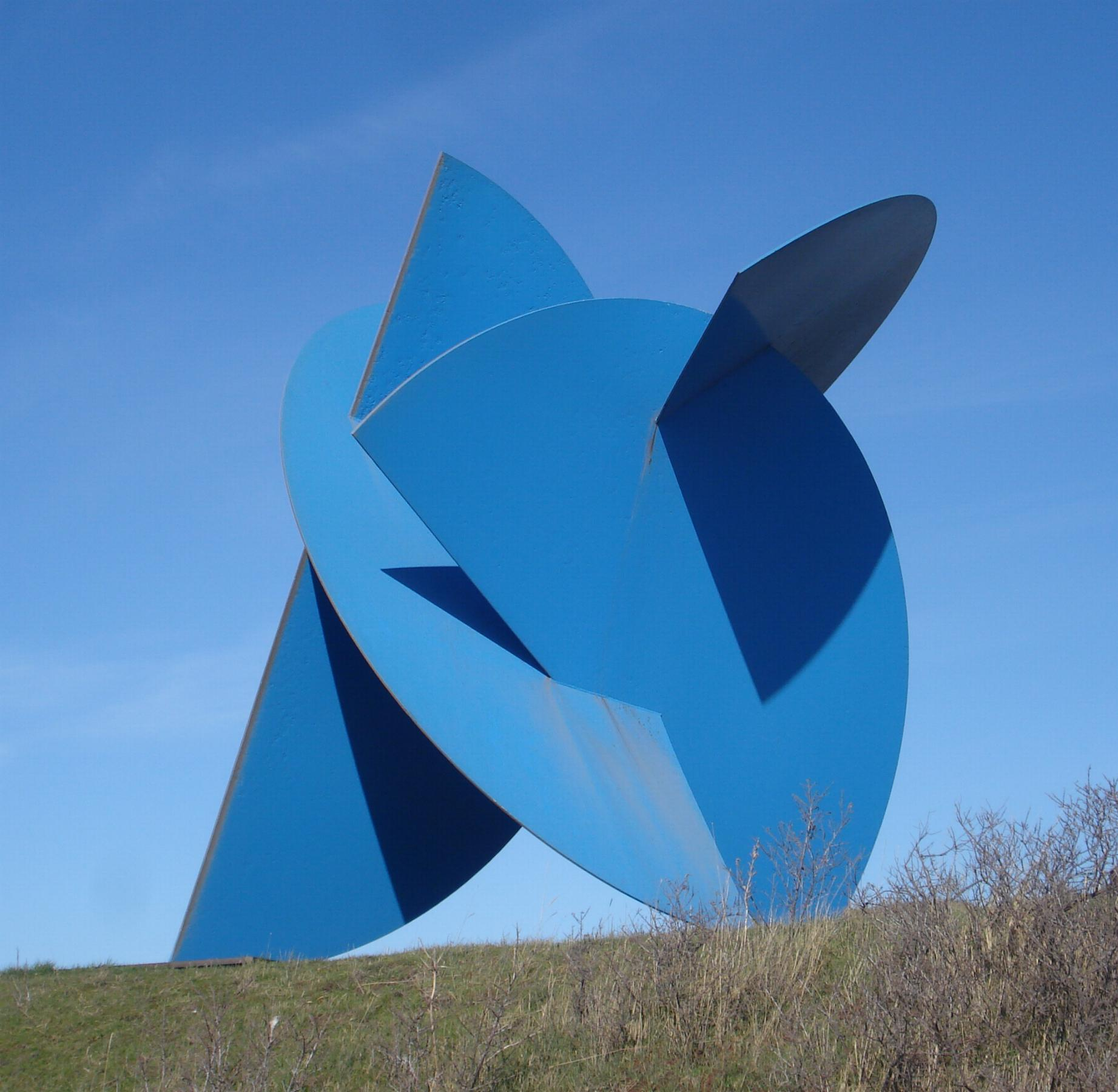
Playing waves van Jaak Soans
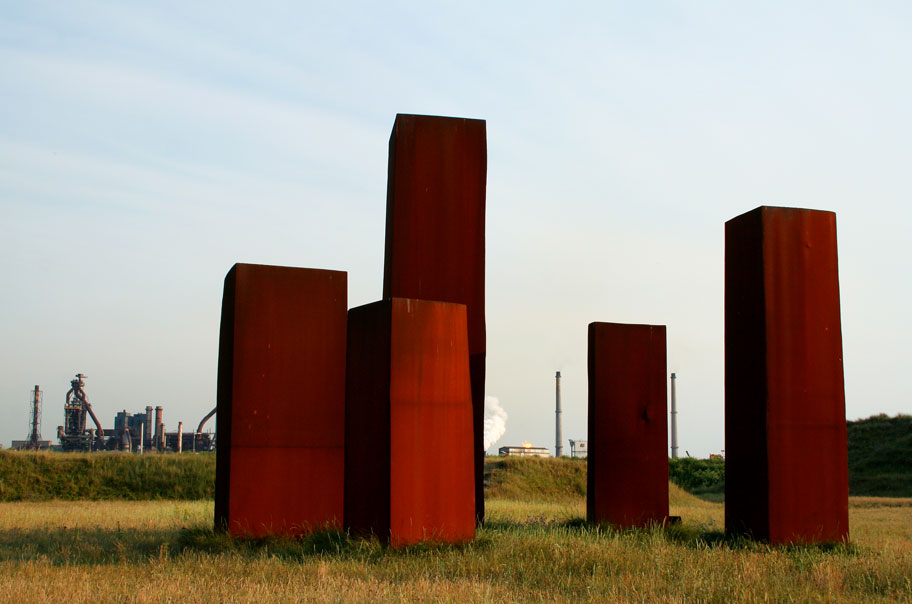
Beeldengroep Corus van Herbert Nouwens
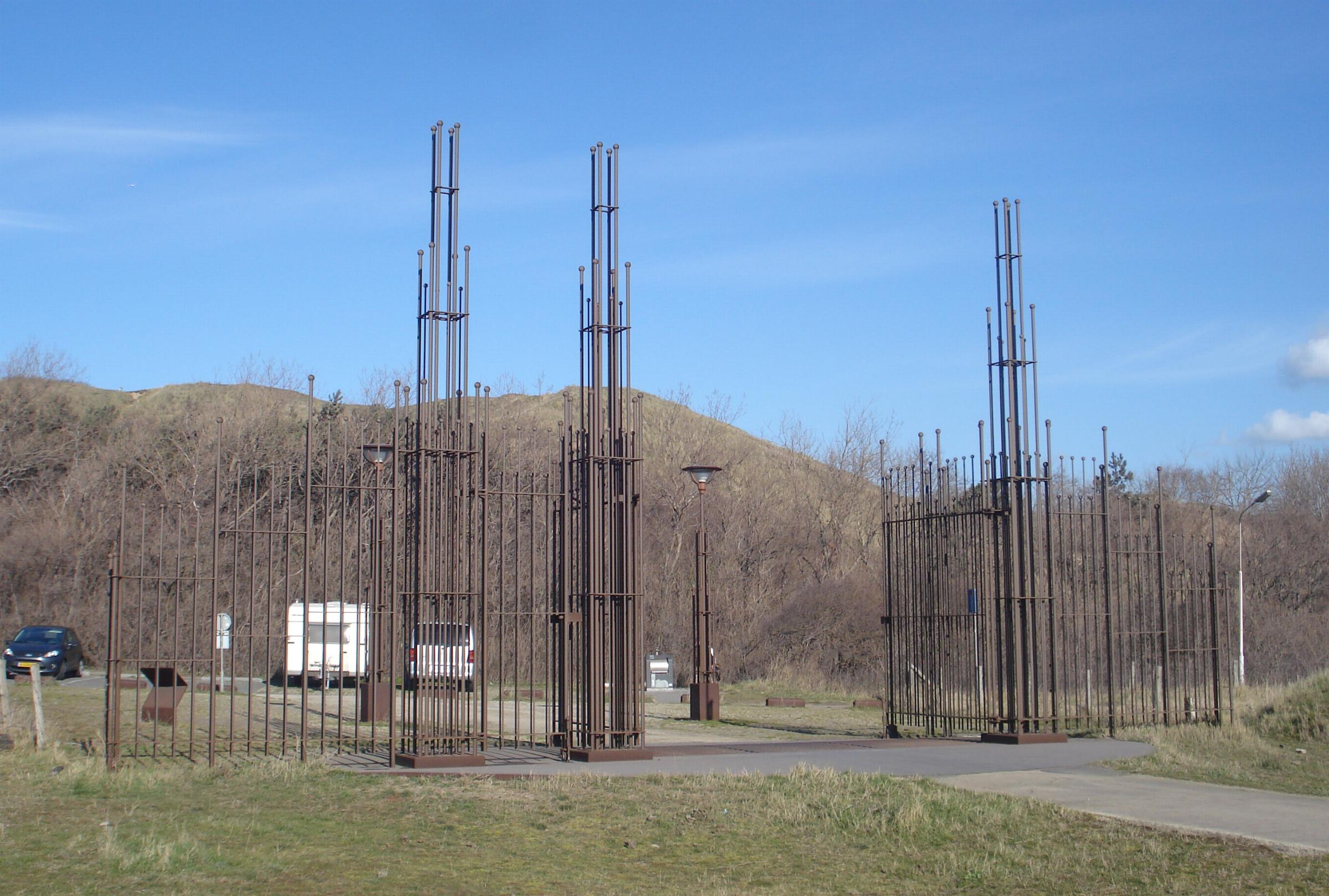
De poort van Rudi van der Wint
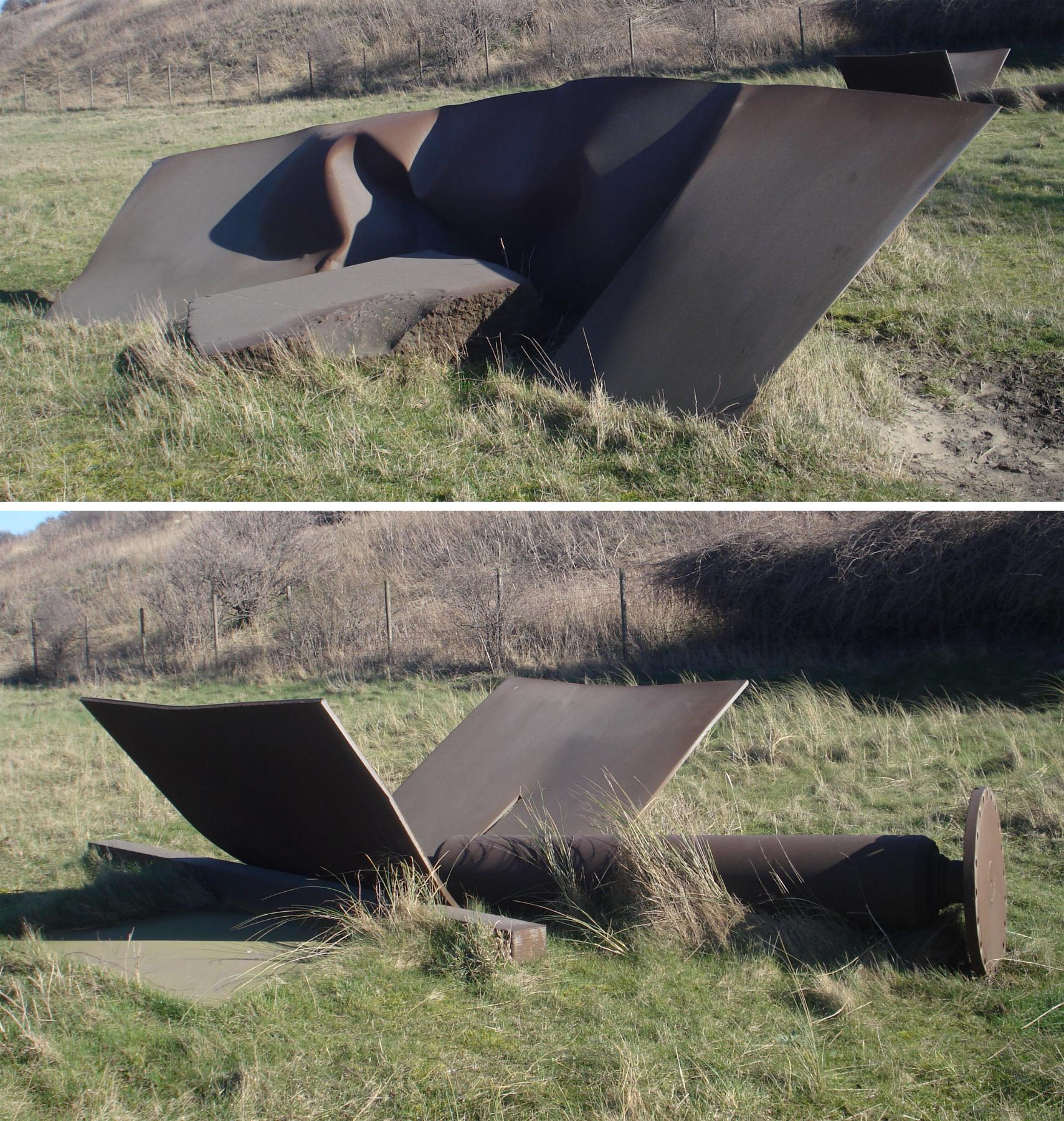
Insh'Allah van Paul Schöbel
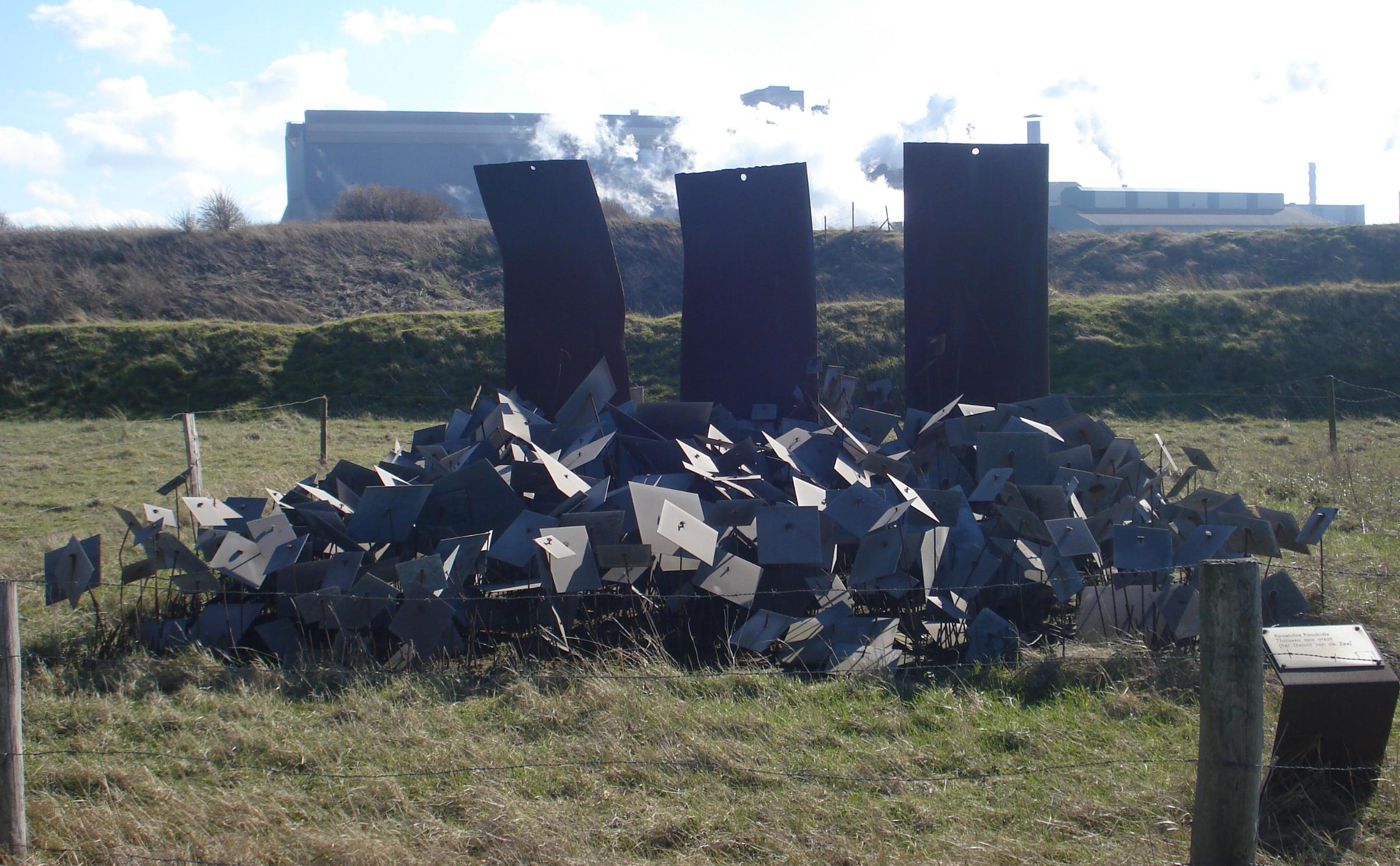
Thalassa apo atsali van Apostolos Fanakidis
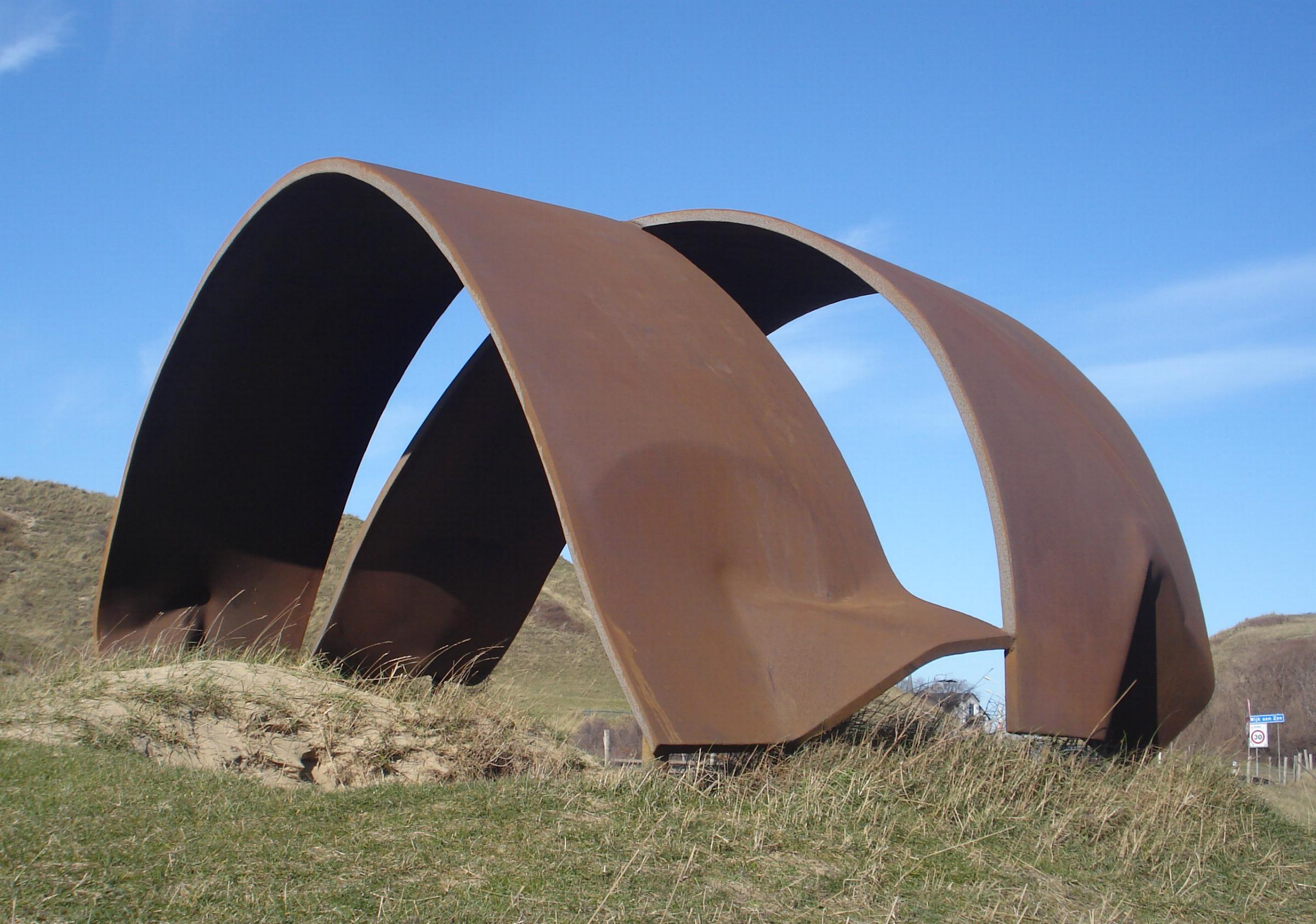
Zonder titel van Nico Betjes
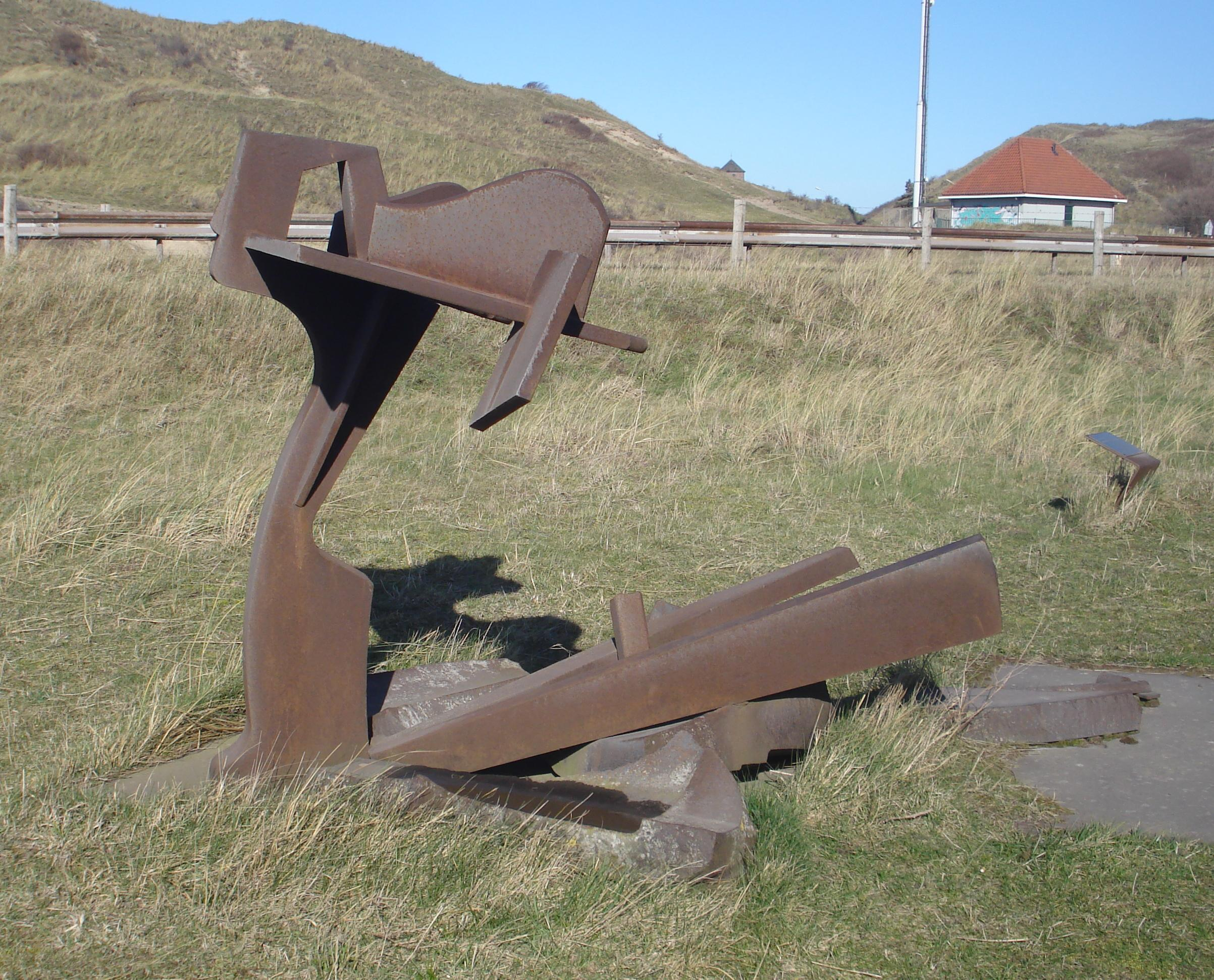
Angel XIX, home and tea van Colin Foster
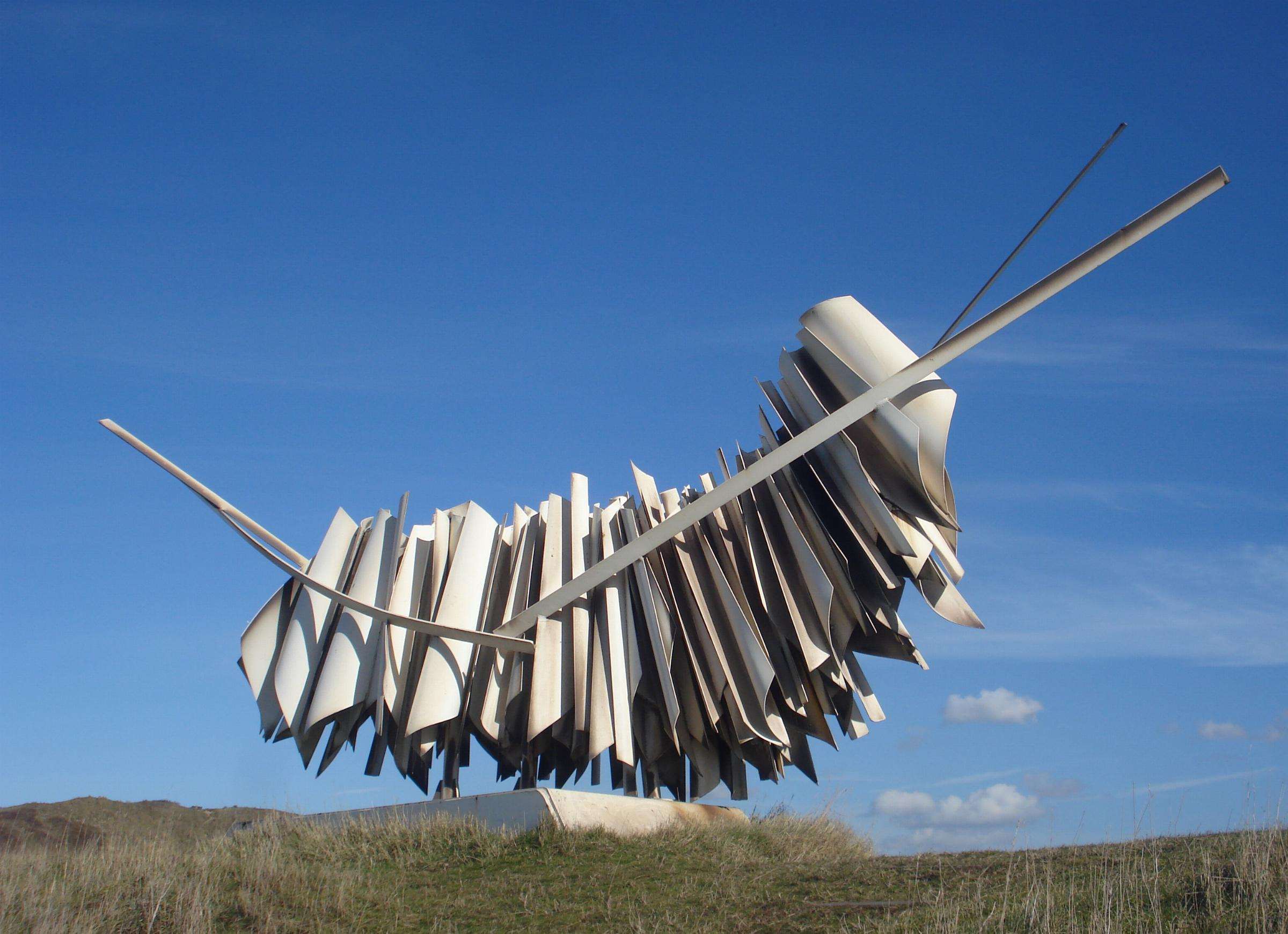
White rhythm van Robert S. Erskine
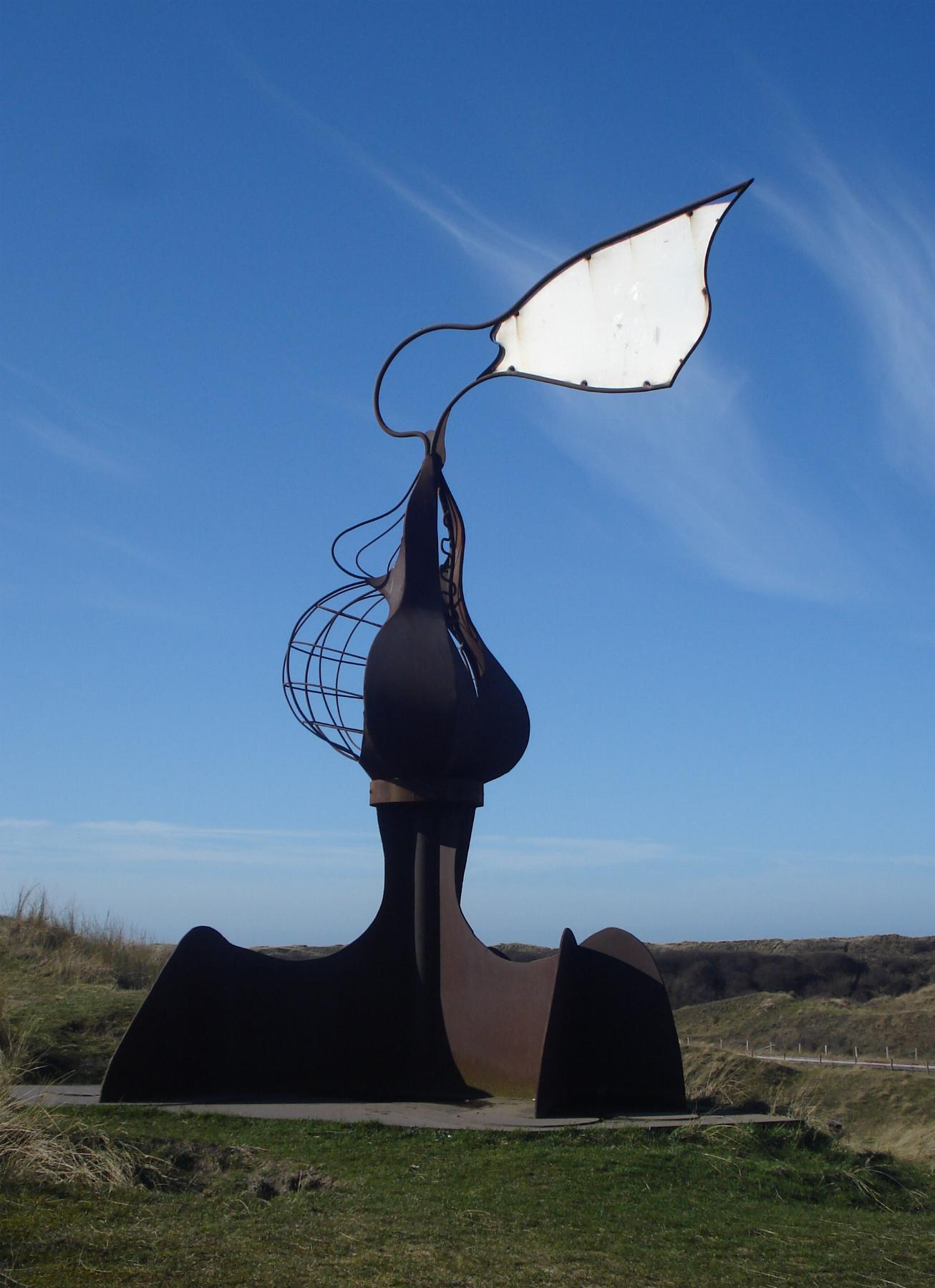
Esparanza van Mercedes Redondo & Antonio Sampredo
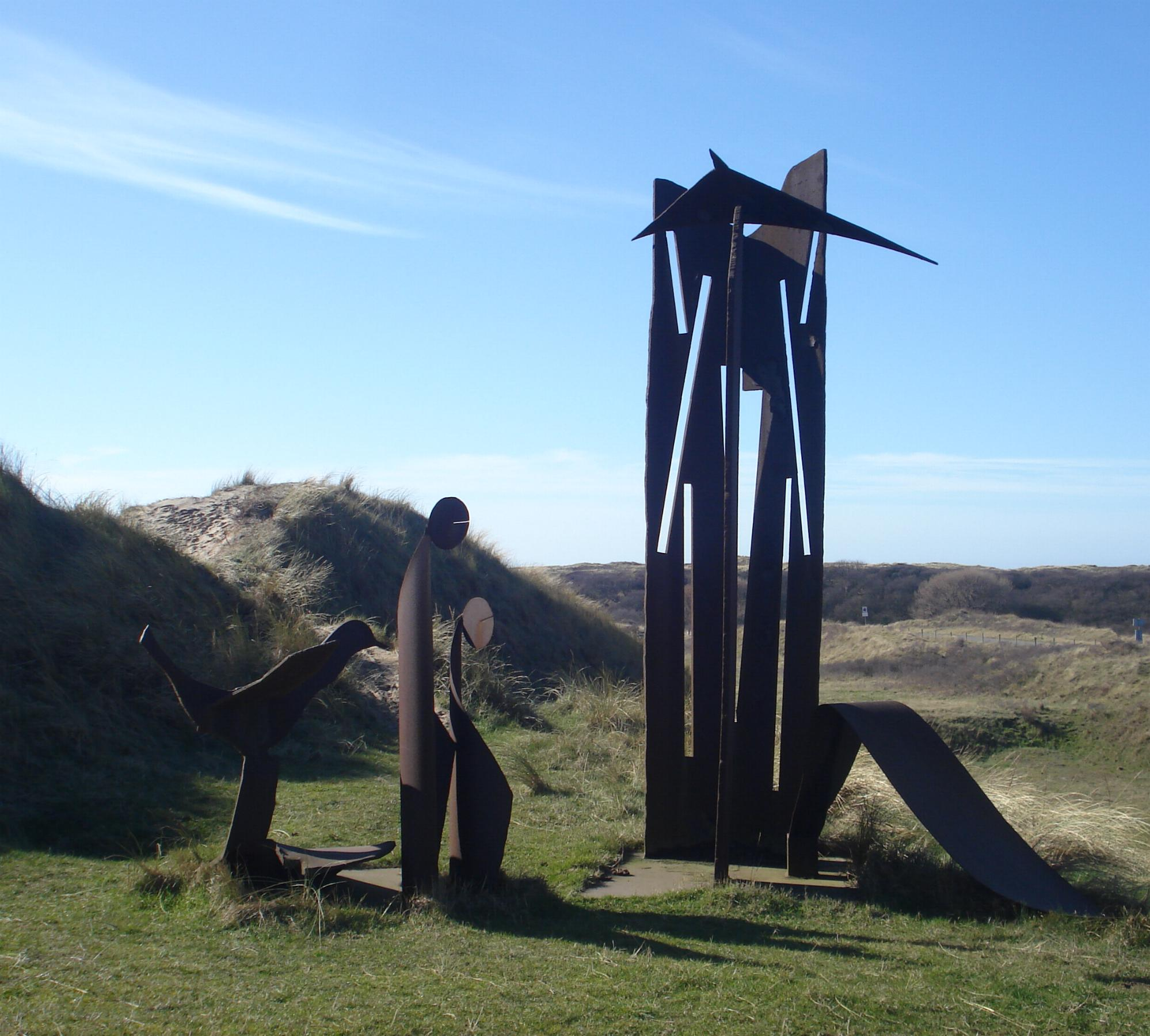
Au delá des Vagues van José Rault
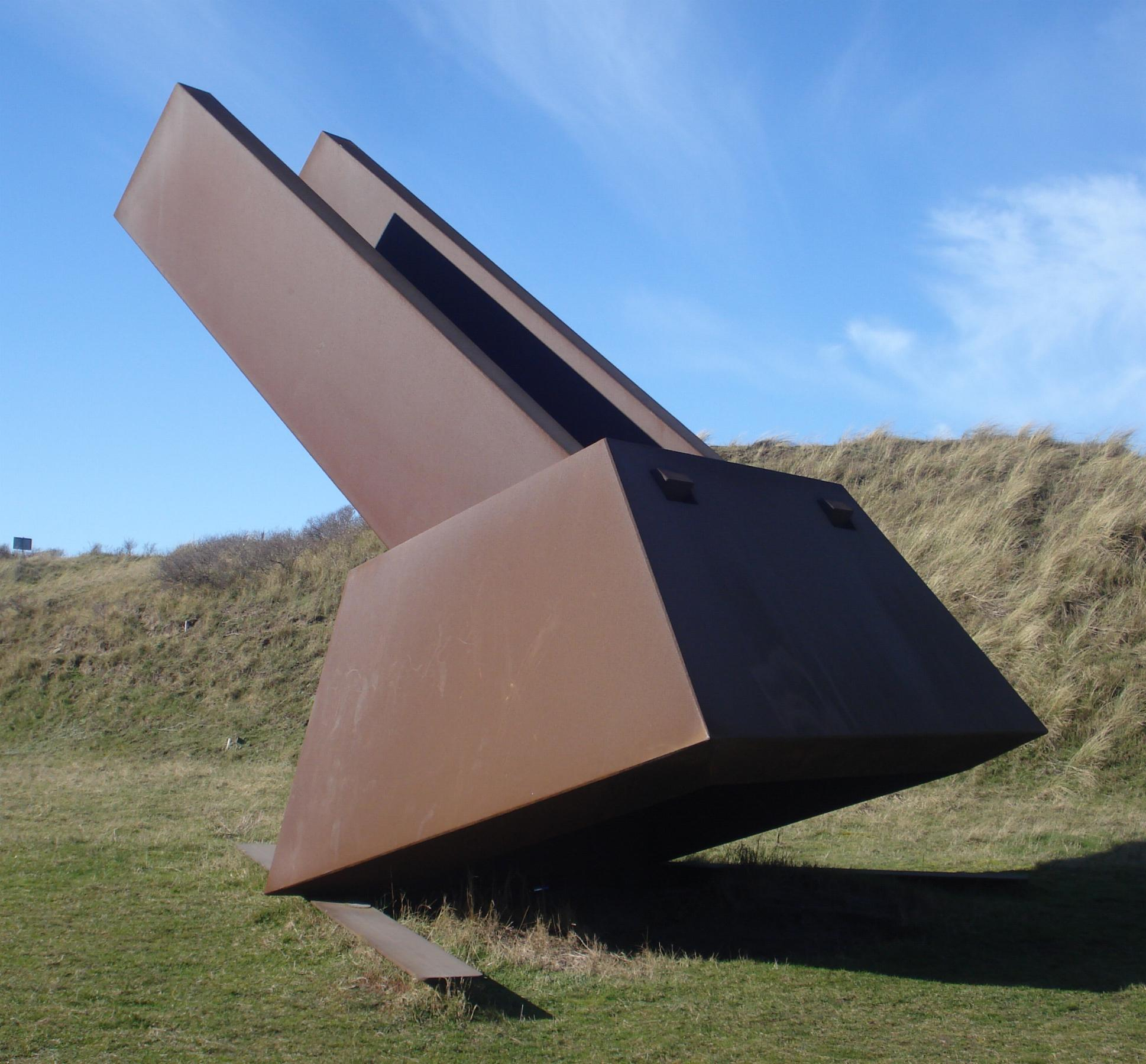
Zonder titel van Niko de Wit
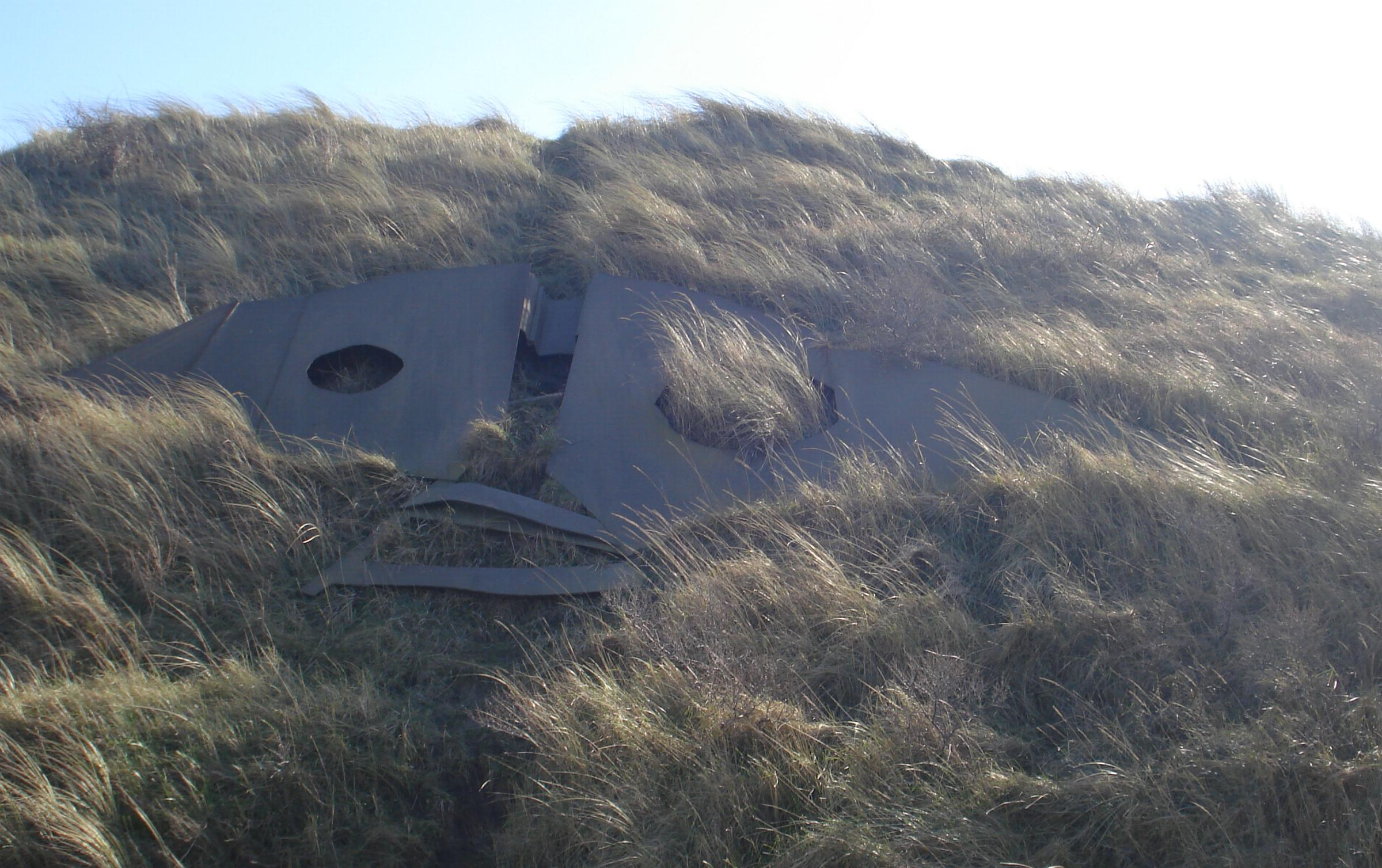
Die leeren augen der Sprachlosigkeit van Karl-Heinz Langowsky